# Siliciumtetrafluoride
Siliciumtetrafluoride of tetrafluorsilaan is een organische siliciumverbinding met als brutoformule SiF4. De stof komt voor als een kleurloos gas met een scherpe geur, en is goed oplosbaar in water. Hierbij worden waterstoffluoride en kiezelzuur gevormd:
{\displaystyle {\ce {2SiF4 + 5H2O -> H2Si2O5 + 8HF}}}
Siliciumtetrafluoride wordt in relatief grote concentraties teruggevonden in gaswolken van vulkanen. Dit wordt echter gedeeltelijk gehydrolyseerd tot hexafluorkiezelzuur.

## Synthese
Siliciumtetrafluoride werd voor het eerst gesynthetiseerd in 1812 door John Davy. Algemeen is deze verbinding een nevenproduct bij de productie van fosfaathoudende kunstmeststoffen.
Op laboratoriumschaal wordt de verbinding gemaakt door bariumhexafluorsilicaat (BaSiF6) boven de 300 °C te verhitten. Hierbij ontstaan bariumfluoride (BaF2) en het vluchtige siliciumtetrafluoride.

## Toepassingen
De toepassingen van dit giftige en corrosieve gas zijn vrij beperkt tot organische syntheses en micro-elektronica.

## Toxicologie en veiligheid
De stof ontleedt bij verhitting, met vorming van giftige en corrosieve dampen, waaronder waterstoffluoride. Siliciumtetrafluoride reageert met water, waarbij waterstoffluoride en kiezelzuur ontstaan. Ze tast vele metalen aan in aanwezigheid van water, met vrijstelling van waterstofgas.
Siliciumtetrafluoride is corrosief voor de ogen, de huid en de luchtwegen. Inademing van dit gas kan longoedeem veroorzaken.